# Colotis auxo
Colotis auxo är en fjärilsart som först beskrevs av Lucas 1852.  Colotis auxo ingår i släktet Colotis och familjen vitfjärilar. Inga underarter finns listade i Catalogue of Life.

## Bildgalleri

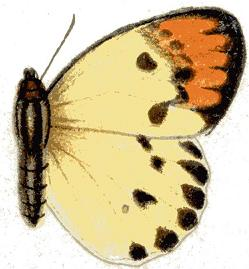
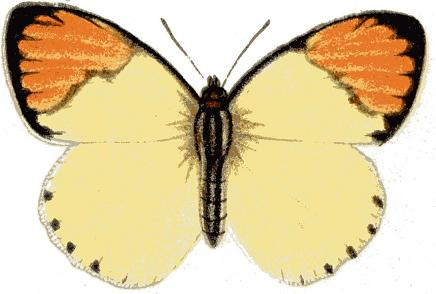
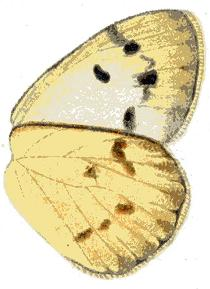
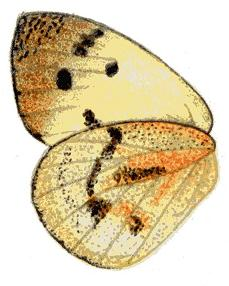
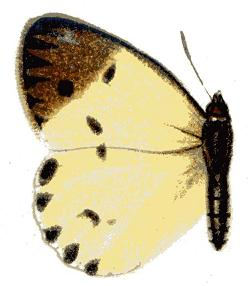
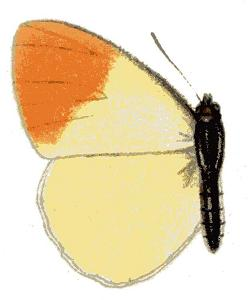